# Radio Sakura
| Recensione | Giudizio |
| ---------- | -------- |
| Newsic.it  | 7,15/10  |
| Rockol     | 7/10     |

Radio Sakura è il secondo album in studio della cantautrice italiana Rose Villain, pubblicato l'8 marzo 2024 dall'etichetta Warner Music Italy.

## Antefatti
Il 20 gennaio 2024, a un anno esatto dall'uscita di Radio Gotham, viene annunciato il successore Radio Sakura, di cui la cantante ha rivelato copertina ufficiale e data di pubblicazione. La lista tracce e i featuring contenuti nel disco sono stati rivelati il successivo 1º marzo.
L'album è stato anticipato dal singolo Io, me ed altri guai uscito il 6 ottobre 2023, e dal singolo Click boom!, con il quale l'artista ha partecipato al Festival di Sanremo 2024.

## Tracce
1. Hattori Hanzo (feat. Madame) – 2:46 (Rosa Luini, Francesca Calearo, Davide Rossi, Emiliano Shehaj e Andrea Ferrara)
2. Click boom! – 3:45 (Rosa Luini, Davide Petrella e Andrea Ferrara)
3. Stan (feat. Ernia) – 2:29 (Rosa Luini, Matteo Professione, Andrea Ferrara e Joshua Darian Garzia)
4. Huh? – 2:04 (Rosa Luini, Andrea Ferrara, Saulo Duarte)
5. Graffiti (feat. Bresh) – 2:47 (Rosa Luini, Andrea Brasi, Andrea Evangelisti, Andrea Ferrara e Kodie Shantil Marr)
6. Il mio funerale – 2:35 (Rosa Luini, Andrea Ferrara e Matteo Novi)
7. Brutti pensieri (feat. Thasup) – 3:07 (Rosa Luini, Andrea Ferrara, Davide Mattei, Jacopo Pio Porporino e Nicola Lazzarin)
8. Hai mai visto piangere un cowboy? – 2:29 (Rosa Luini e Andrea Ferrara)
9. Trasparente – 2:31 (Rosa Luini e Andrea Ferrara)
10. Come un tuono (feat. Guè) – 2:55 (Rosa Luini, Cosimo Fini, Davide Petrella, Giorgio Pesenti e Andrea Ferrara)
11. Io, me ed altri guai – 2:57 (Rosa Luini, Paolo Antonacci, Andrea Ferrara e Ed Cobb)
12. Milano almeno tu – 2:52 (Rosa Luini e Andrea Ferrara)

## Classifiche

### Classifiche settimanali
| Classifica (2024) | Posizione massima |
| ----------------- | ----------------- |
| Italia            | 3                 |

### Classifiche di fine anno
| Classifica (2024) | Posizione |
| ----------------- | --------- |
| Italia            | 11        |